# 雷氏南鰍
雷氏南鰍（學名：Schistura reidi）為輻鰭魚綱鯉形目條鰍科南鰍屬的其中一種。分布於亞洲泰國夜豐頌府薩爾溫江流域，體長可達8.9公分，棲息在河川底層水域，生活習性不明。

## 扩展阅读
維基物種上的相關：雷氏南鰍